# アンチクローン (バンド)
アンチクローン(Anti-Clone) は、ボストンで結成されたイギリスを拠点とするインダストリアル・メタル・バンドである。

## 概要
メンバー全員がマスクをかぶっているのが特徴。

## 来歴
- 2011年結成。

## メンバー

### 現メンバー
- ピーター・"クローン"・ムーア / Peter "CLONE" Moore (ボーカル)[1]
  - ドリューとは実の兄弟[2]。
- ウィリアム・"26"・リチャードソン / William "26" Richardson (ギター)[1]
- パット・"カケス"・ゴディン / Pat "KAKES" Godin (ベース)[1]
- ドリュー・"アルファ"・ムーア / Drew "ALPHA" Moore (ドラムス)[1]
  - ピーターとは実の兄弟[2]。

### 旧メンバー
- ドム・ウィッフェン / Dom Whiffen (ギター)[3][4]
- フレイザー・バーチ / Fraser Burch (ベース)[5][6]
- デイブ・クーパー / Dave Cooper (ベース)[7]
- コナー・リチャードソン / Conor Richardson (ギター)[8][9]
  - ラムとは実の兄弟[10]。
- ラム・リチャードソン / Lam Richardson (ギター)[11][12]
  - コナーとは実の兄弟[10]。
- マイク・"バスベリー"・ブラッドベリ / Mike "Bassbury" Bradbury (ベース)[12][13]